# NGC 1559
NGC 1559 est une galaxie spirale barrée située dans la constellation du Réticule. NGC 1559 a été découverte par l'astronome écossais James Dunlop en 1826.

## Caractéristiques
La classe de luminosité de NGC 1558 est III-IV et elle présente une large raie HI.

### Distance
Sa vitesse par rapport au fond diffus cosmologique est de 1 305 ± 4 km/s, ce qui correspond à une distance de Hubble de 19,2 ± 1,4 Mpc (∼62,6 millions d'al).
À ce jour, 33 mesures non basées sur le décalage vers le rouge (redshift) donnent une distance de 14,942 ± 3,841 Mpc (∼48,7 millions d'al), ce qui est à l'intérieur des valeurs de la distance de Hubble. Notons cependant que c'est avec la valeur moyenne des mesures indépendantes, lorsqu'elles existent, que la base de données NASA/IPAC calcule le diamètre d'une galaxie et qu'en conséquence le diamètre de NGC 1559 pourrait être d'environ 29,8 kpc (∼97 200 al) si on utilisait la distance de Hubble pour le calculer.

### Morphologie

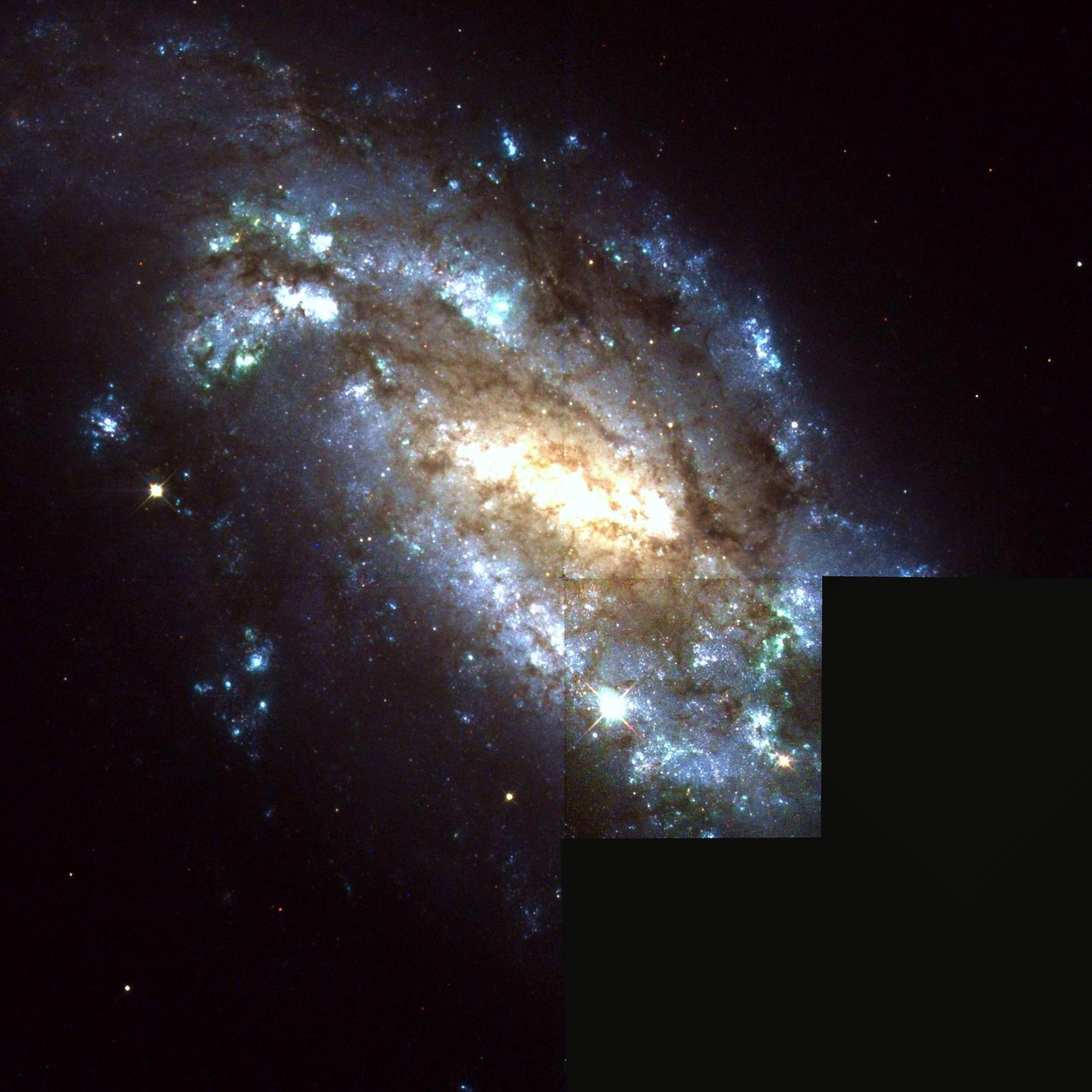
NGC 1559 par le télescope spatial Hubble.

NGC 1559 a été utilisée par Gérard de Vaucouleurs comme une galaxie de type morphologique SA(rl)0+ dans son atlas des galaxies,.
NGC 1559 présente une courte barre orientée d'est en ouest dont la longueur fait environ 40′′. Cette barre et ses bras spiraux sont la source de très fortes émissions d'ondes radio. 
Eskridge, Frogel et Pogge ont publié un article en 2002 décrivant la morphologie de 205 galaxies spirales ou lenticulaires rapprochées. Les observations ont été réalisées dans la bande H de l'infrarouge et dans la bande B (le bleu). Selon Eskridge et ses collègues, NGC 1559 est de type SBc dans la bande B et SBcd dans la bande H. NGC 1559. L'inclinaison de NGC 1559 est moyenne. Son noyau elliptique présente une courte barre de haute brillance de surface qui est plus épaisse au milieu qu'aux extrémités. C'est le signe de la présence d'un bulbe. Le motif spiralé de la galaxie est cotonneux et il existe des indices de la présence d'au moins trois bras inégaux. Les bras sont riches en nœuds de formation d'étoiles. À de faibles niveaux de brillance de surface, il existe un certain nombre d'extensions vaporeuses des bras. Dans la bande H, des taches de poussière de forte absorption apparaissent en rouge et elles sont entrecoupées de nœuds bleu vif. Le disque est beaucoup plus lisse dans la bande H que dans la bande optique.

### Luminosité dans l'infrarouge
La luminosité de la galaxie NGC 1599 dans l'infrarouge lointain (de 40 à 400 µm)  est égale à 1,26 × 1010 {\displaystyle L_{\odot }} (1010,10{\displaystyle L_{\odot }}) et sa luminosité totale dans l'infrarouge (de 8 à 1 000 µm) est de 1,62 × 1010 {\displaystyle L_{\odot }} (1010,21{\displaystyle L_{\odot }}).

## Groupe de la Dorade
On pensait que NGC 1559 était un membre du groupe de la Dorade, mais des observations subséquentes ont montré qu'elle n'appartient à aucun groupe et qu'il n'y a pas de galaxies à proximité. NGC 1559 est donc une galaxie du champ, c'est-à-dire qu'elle n'appartient pas à un amas et qu'elle est donc gravitationnellement isolée.

## Supernova
Quatre supernovas ont été découvertes dans NGC 1559 : SN 1984J, SN 1986L, SN 2005df et SN 2009ib.

### SN 1984J
Cette supernova a été découverte le 27 juillet par l'astronome amateur Robert Evans. Cette supernova était de type II.

### SN 1986L
Cette supernova a aussi été découverte par Robert Evans le 7 octobre. Cette supernova était de type II.

### SN 2005df

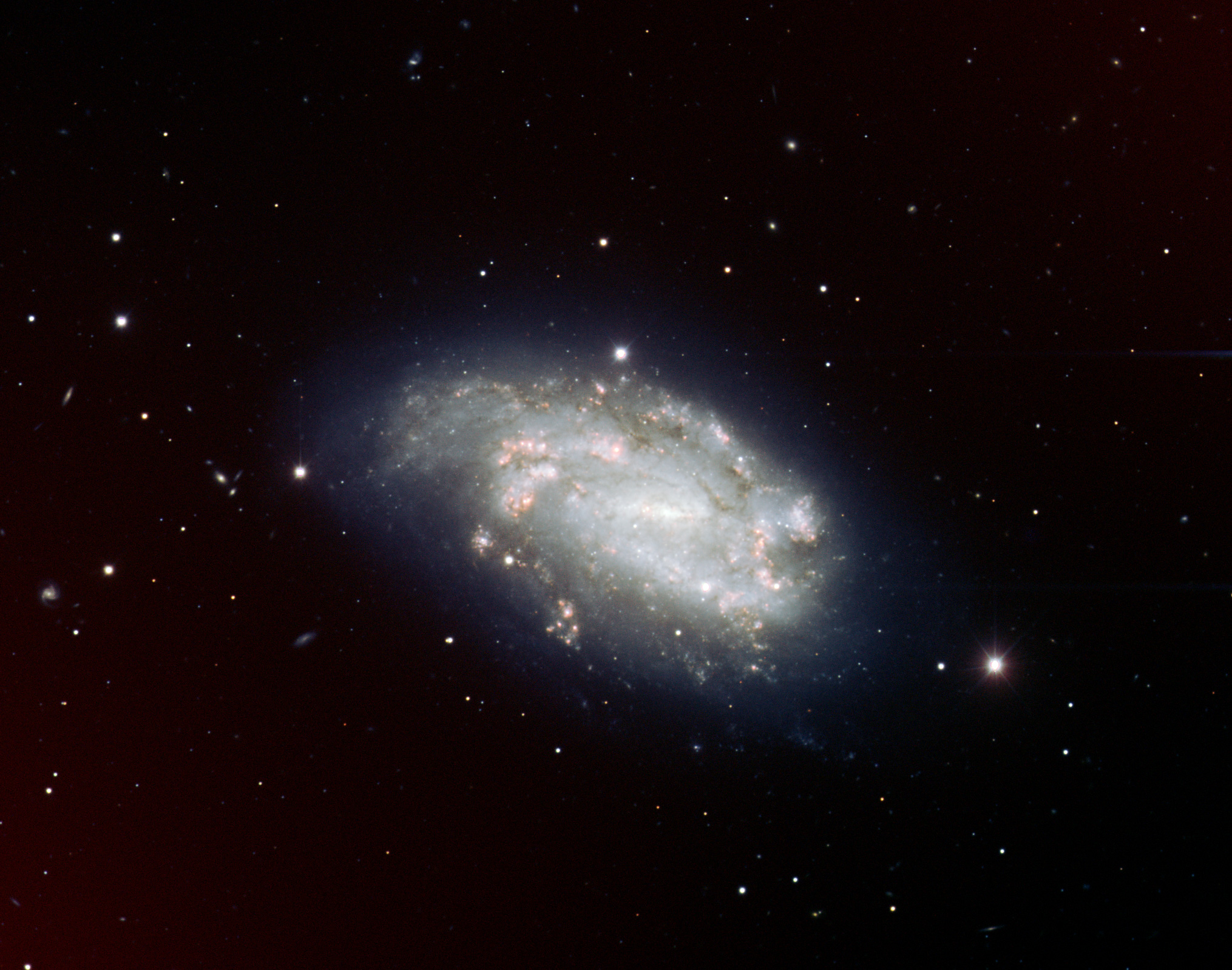
La supernova est l'étoile brillante juste au-dessus de la galaxie (Image de l'ESO).

Une supernova de type Ia dans la galaxie NGC 1559 a aussi été découverte par Robert Evans tôt dans la matinée du 4 août. Le 6 août, la magnitude apparente de cette supernova était de 13,4 et elle a atteint le maximum de son éclat le 14 septembre avec une magnitude de 12,3.

Une étude du spectre de la supernova dans le proche infrarouge, réalisée entre le 200e jour et le 400e jour après l'explosion, a permis de déterminer la densité de la naine blanche à l'origine de l'explosion. La valeur de cette densité (0,9 ± 0,2 g/cm3) est consistante avec celle d'une naine blanche de masse égale 1,313±0,034 {\displaystyle M_{\odot }}, une masse près de la limite de Chandrasekhar. Les résultats suggèrent que la compagne nourricière de la naine blanche n'était pas une étoile de la séquence principale brulant de l'hydrogène, mais plutôt une étoile fusionnant de l'hélium ou même une naine blanche éclatée par la force de marée.

### SN 2009ib
Cette supernova a été découverte le 6 août par une équipe d'astronomes. dans le cadre du programme de recherche de supernovas CHASE (CHilean Automatic Supernova sEarch) de l'université du Chili. Cette supernova était de type IIP.